# Un homme dans l'ombre
Pour plus de détails, voir Fiche technique et Distribution.
Un homme dans l'ombre (titre original : Mann im Schatten) est un film autrichien réalisé par Arthur Maria Rabenalt sorti en 1961.

## Synopsis
Vienne, avril 1961. La riche fabricante de tricots Miriam Capell est retrouvée assassinée dans sa baignoire remplie d'eau courante. Elle n'était pas retournée à son bureau la veille d'une réunion de travail dans son appartement, comme elle l'avait initialement prévu. La réunion était censée être avec un mystérieux Dr. Melchers, qui souhaitait lui fournir des machines à tricoter modernes et indispensables sans le délai de livraison habituel de plusieurs années. Après qu'elle ne soit pas apparue dans son entreprise le lendemain, son ancien amant, Franz Villinger, qui travaille également en tant qu'employé dans l'entreprise, appelle la police. Avec un policier, il trouve le cadavre dans la soirée.
Franz Villinger, amoureux de la nièce de Miriam, Barbara Jäger, récemment installée chez sa tante, et l'invitée mystérieuse de Miriam Capell sont maintenant dans la ligne de mire des enquêteurs du bureau du commissaire Radosch. Il reçoit le soutien de Kriminalrat, originaire de Düsseldorf, qui s'est rendu à Vienne dans un bref délai. Là-bas, un crime similaire a été commis sur une femme d'affaires riche qui a également été trouvée dans sa baignoire. Il reçoit le soutien de l'inspecteur Born de Düsseldorf, qui s'est rendu à Vienne dans un bref délai. Là-bas, un crime similaire fut commis sur une femme d'affaires riche qui fut également trouvée dans sa baignoire. Les enquêteurs peuvent donner un premier portrait de l'introuvable Melchers. Josef Kashubek, le frère d'un employé de la compagnie du meurtrier et voyageant souvent pour affaires, déclare qu'il est un médecin. Melchers était avec lui dans le wagon-restaurant d'un train à destination de Vienne. D'autres personnes sont également contrôlées par la police, comme le professeur Höfner, enseignant à l'école de la mode de la ville de Vienne et qui reçoit les commandes de l'usine de tricot via l’école. Il est également en relation avec la directrice Vera Valentin.
Un représentant des ventes nommé Melchers, qui se trouvait également à Düsseldorf au moment des faits, est arrêté. Mais le témoin Josef Kaschubek exclut clairement lors d'une comparaison qu'il s'agit de la connaissance du train. Les enquêteurs continuent de s'inquiéter de la détermination exacte de la date du crime, car l'eau complique considérablement les conclusions correspondantes. Premièrement, ils supposent que le meurtre a eu lieu le jour de leur découverte et vérifient les alibis des suspects en conséquence. Barbara Jäger, quant à elle, se réunit avec Franz Villinger pour l’accompagner à l’appartement de la morte. Elle veut un livre dont elle a grand besoin.
Comme Villinger n'apparaît pas, elle va seule dans l'appartement. Là, elle surprend un intrus qui la poignarde immédiatement. Barbara est hospitalisée blessée.
Au restaurant, Radosch cloche sur un détail. Miriam Capell a eu son dernier repas, des épinards, pas le jour où elle fut retrouvée, mais le jour précédent, le jour de sa disparition. Ainsi, Franz Villinger n'a aucun alibi pour le crime. Il est en détention provisoire. Il est également soupçonné d'avoir poignardé Barbara dans l'appartement après n'avoir laissé aucune explication sur son absence. Radosch n'est pas encore satisfait de l'arrestation de Villinger. L'historique revu et une visite au bureau central des télécommunications l'ont conduit au véritable coupable. Son partenaire et pianiste Hofleitner est précipitamment confronté, car il correspond au portrait de Melchers. Mais de nouveau le témoin Josef Kaschubek ne l'identifie pas.
Radosh confronte Kashubek avec le fait qu'il est le seul qui ait vu Melchers. Lorsqu'il nie en outre sa participation au crime et exige des preuves, il lui montre le télégramme manuscrit original de la femme assassinée, dans lequel Melchers propose la dernière réunion d’affaires le jour du crime. Il porte clairement l'écriture de Kashubek, comme le prouve la comparaison avec certains papiers officiels de Kashubek. Josef Kashubek est arrêté.

## Fiche technique
- Titre : Un homme dans l'ombre
- Titre original : Mann im Schatten
- Réalisation : Arthur Maria Rabenalt
- Scénario : Wolfgang Menge
- Musique : Friedrich Gulda
- Direction artistique : Fritz Mögle, Heinz Ockermüller
- Photographie : Elio Carniel (de)
- Montage : Hermine Diethelm
- Production : Alfred Lehr
- Sociétés de production : Österreichische Film GmbH (ÖFA)
- Société de distribution : UFA Film Hansa
- Pays d'origine :  Autriche
- Langue : allemand
- Format : Noir et blanc - 1,33:1 - Mono - 35 mm
- Genre : Policier
- Durée : 95 minutes
- Dates de sortie :
  -  Autriche : 18 août 1961.
  -  Allemagne : 25 août 1961.
  -  France : 29 novembre 1963[1].

## Distribution
- Helmut Qualtinger : Commissaire Radosch
- Ellen Schwiers : Miriam Capell
- Barbara Frey : Barbara Jäger
- Helmuth Lohner : Franz Villinger
- Fritz Tillmann : Inspecteur Born
- Peter Neusser : Inspecteur Vondracek
- Katharina Mayberg : Vera Valentin
- Robert Lindner : Josef Kaschubek
- Hans Thimig : Dr. Stallinger
- Erik Frey : Professeur Höfner
- Gerd Frickhöffer : Dr. Melchers
- Wolf Neuber : Maitner
- Raoul Retzer : Weber
- Helene Arcon : l'infirmière
- Ralph Boddenhuser : le comptable
- Felix Czerny : Lukasch
- Emil Feldmann : le procureur Klein
- Herbert Fux : le greffier
- Willi Hufnagl (de) : le gardien
- Ossy Kolmann (de) : Stanzl, l'officier médico-légale
- Traudl Müller : Karin
- Otto Sauer : Karl Kaschubek